# Europejska Hokejowa Liga
Europejska Hokejowa Liga (ang. IIHF European Hockey League, EHL) – coroczne rozgrywki klubowe w hokeju na lodzie przeznaczone w każdym sezonie dla zespołów będących aktualnymi mistrzami w swoich państwach Europy, rozgrywane w latach 1997-2000. Organizowane były przez IIHF. Rozgrywki te zastąpiły Puchar Europy. Rozegrano cztery edycje. W późniejszym czasie zorganizowano Puchar Mistrzów IIHF.
Każda z czterech edycji miała inny przebieg i format z uwagi na różną liczbę uczestników (w pierwszym roku 20, następnie przez dwa lata 24, a w ostatniej edycji 16).

## Edycje
| Edycja    | Zdobywca                | Wynik  | Finalista     | Miejsce   |
| --------- | ----------------------- | ------ | ------------- | --------- |
| 1996/1997 | TPS                     | 5:2    | Dinamo Moskwa | Turku     |
| 1997/1998 | VEU Feldkirch           | 5:3    | Dinamo Moskwa | Feldkirch |
| 1998/1999 | Mietałłurg Magnitogorsk | 2:1 d. | Dinamo Moskwa | Moskwa    |
| 1999/2000 | Mietałłurg Magnitogorsk | 2:0    | Sparta Praga  | Lugano    |